# Faisceaux italiens de combat
Pour les articles homonymes, voir Faisceau.
Les Faisceaux italiens de combat (Fasci italiani di combattimento) sont un mouvement politique créé, entre autres, par Benito Mussolini, à Milan le 23 mars 1919. Première incarnation du mouvement fasciste, cette organisation constitue par la suite le noyau du Parti national fasciste, créé en 1921 autour de Mussolini.

## Origines: les faisceaux d'action internationaliste et révolutionnaire interventionniste
Le mouvement des Faisceaux italiens de combat né après la Grande Guerre est issu d'un autre mouvement né avant l'intervention en 1914 et regroupant les partisans de l'intervention italienne issus de la gauche militante. Le mot faisceau appartient au vocabulaire politique de la gauche italienne depuis les faisceaux siciliens. Il est utilisé en 1914 pour désigner un manifeste d'intellectuels et militants révolutionnaires favorables à l'entrée en guerre. Le 7 octobre 1914, Libero Tancredi (pseudonyme de Massimo Rocca) et d'autres représentants du syndicalisme révolutionnaire comme Filippo Corridoni et Cesare Rossi signent l’appel du Faisceau révolutionnaire d'action internationaliste ; ce manifeste vise à constituer un mouvement qui souhaite rassembler les éléments de la gauche radicale favorables à l'entrée en guerre de l'Italie contre les empires centraux. Les faisceaux sont présentés comme les noyaux de la future société socialiste. Les signataires du manifeste souhaitent l'entrée en guerre par hostilité aux empires centraux réactionnaires et cléricaux et ont la volonté, notamment chez les syndicalistes et socialistes révolutionnaires, de préparer techniquement le prolétariat au combat et de forger ainsi en son sein une élite révolutionnaire et combattante, destinée à permettre la prise du pouvoir par la révolution. Le manifeste des Faisceaux d'action internationaliste est signé par Michele Bianchi, futur membre du quadriumvirat de la marche sur Rome, Angelo Olivetti, ou encore Filippo Corridoni.
Benito Mussolini ne signe pas le manifeste mais, quelques jours après, il fait connaître sa position dans Avanti!, l'organe du Parti socialiste italien, dont il est le directeur : le neutralisme est selon lui réactionnaire. Les opposants à l'entrée en guerre sont largement majoritaires dans l'opinion publique mais Mussolini pense que la révolution ne peut venir que par la violence et une action volontariste menée par un groupe révolutionnaire techniquement apte au combat; il voit ainsi dans la guerre le moyen de faire surgir une élite de révolutionnaires professionnels. S'opposant à la ligne du parti dont il était considéré comme l'étoile montante, il en est exclu et fonde son journal interventionniste Il Popolo d'Italia, qui rassemble les plumes de gauche favorables à la guerre. Il rejoint alors le Faisceau d'action révolutionnaire interventionniste, mouvement politique italien fondé le 11 décembre 1914 à Milan et patronné par des figures de la gauche radicale interventionniste comme Alceste De Ambris. Le 11 décembre 1914, les Faisceaux d'action internationaliste fusionnent avec les Fasci autonomi d'azione rivoluzionaria (Faisceaux autonomes d'action révolutionnaire), fondés par Mussolini, qui participe à la campagne interventionniste pour l'entrée en guerre de l'Italie. Mais le véritable coup d'envoi de la campagne interventionniste est lancé par le poète Gabriele D'Annunzio, lors de son discours du 5 mai 1915 au Quarto dei Mille, à l'est de Gênes.
Le camp interventionniste regroupe des éléments d'origines différentes : les nationalistes d'Enrico Corradini et de L'Idea nazionale, soutenus par certains milieux industriels, des syndicalistes révolutionnaires (Alceste De Ambris, Filippo Corridoni), qui bénéficient d'une audience restreinte, ou encore des « renégats du socialisme comme Mussolini », bien que ce dernier se réclame du socialisme jusqu'en 1917-1918 et soit soutenu par les socialistes français, la SFIO lui faisant remettre une aide financière. Sur le plan syndical, on compte parmi les interventionnistes de gauche l'Unione Italiana del Lavoro (UIL), fondée en juin 1918 par Edmondo Rossoni, exclus de l'Unione Sindacale Italiana (USI), d'inspiration anarcho-syndicaliste. 
Le 23 mai 1915, après avoir négocié le Pacte de Londres, l'Italie entre en guerre aux côtés de la Triple-Entente, décision prise par trois hommes, mais lourde de conséquences : le roi d'Italie, Victor-Emmanuel III, le président du Conseil, Antonio Salandra, et le ministre des Affaires étrangères, Sidney Sonnino.

## La naissance du mouvement
À son retour du front, Mussolini reprend une activité politique nationaliste et regroupe autour de lui ses amis interventionnistes de gauche ; mais son audience est plus large que celle des faisceaux d'action révolutionnaire interventionniste puisque le rejoignent des nationalistes venus de la droite et des anciens combattants sans attache politique précise. Les nationalistes agitent le thème de la « victoire mutilée », réclamant les terres irredentes. Soutenu du bout des lèvres par Mussolini, qui voit en lui un concurrent, le poète D'Annunzio occupe Fiume en 1919, et proclame la Régence italienne du Carnaro. De nombreux nationalistes, anciens arditi et futuristes participent à l'aventure de Fiume, avec la complicité des milieux militaires. 
Après la signature du Traité de Rapallo de novembre 1920, D'Annunzio est expulsé de Fiume. En Italie, la crise économique aidant, provoquée dès 1919 par les difficultés liées à la reconversion d'une économie de guerre, puis aggravée par la crise économique mondiale de 1920-1921, les mouvements sociaux se multiplient. Dès juillet 1919, les occupations de terre démarrent dans le Latium, pour s'étendre au Midi et à la vallée du Pô. Celles-ci sont légalisées, au coup par coup et a posteriori, par le décret Visocchi du 2 septembre 1919. Le mouvement s'atténue en 1920 et disparaît en 1921.
Le 7 janvier 1919, le futuriste Mario Carli, proche de l'ultra-nationalisme, crée à Rome la première association d'arditi, composée d'anciens membres des troupes de choc de la Première guerre, auxquelles appartiennent de nombreux repris de justice. Quelques jours plus tard, une deuxième association d'arditi est créée à Milan, à l'appel du poète futuriste Marinetti et du capitaine des sections d'assaut Ferruccio Vecchi. Ces différentes associations d'anciens combattants, qui comprennent aussi le futuriste Giuseppe Bottai, se fédèrent au niveau national à la fin du mois de janvier 1919.
Dans le cadre de la constitution de ces associations nationalistes, Mussolini et son journal, Il Popolo d'Italia, organisent une réunion à Milan, le 21 mars 1919, qui regroupe une soixantaine de personnes. Le but est de créer, dans une optique antiparlementariste, un mouvement qui perpétuerait l'inspiration révolutionnaire de la guerre, fidèle à l'interventionnisme. L'assemblée est hétéroclite, regroupant aussi bien les arditi de Ferruchio Vecchi que des anarcho-syndicalistes, attirés par la phraséologie révolutionnaire, et des interventionnistes de gauche, qui se reconnaissent en la personne de Mussolini. La réunion accouche du Faisceau milanais de combat, dont le bureau inclut Mussolini, Vecchi, et Michele Bianchi, un dirigeant anarcho-syndicaliste de l'Unione Italiana del Lavoro (UIL) , expulsé de l'Unione Sindacale Italiana en raison de ses positions interventionnistes pendant la guerre.
Deux jours plus tard, le mouvement prend une ampleur nationale. On convoque une assemblée générale, le 23 mars 1919, dans une salle de la piazza San Sepolcro à Milan, prêtée par le Cercle des intérêts industriels et commerciaux. 119 personnes répondent à l'appel, dont les futuristes Mario Carli, Marinetti et Giuseppe Bottai. Outre Mussolini, Italo Balbo, Cesare Maria De Vecchi, Emilio De Bono et Michele Bianchi, le futur quadrumvirat de la marche sur Rome, sont présents, ainsi que Roberto Farinacci, futur secrétaire du Parti national fasciste. Ils décident alors de créer les Faisceaux italiens de combat (Fasci italiani di combattimento) à la suite d'une réunion houleuse au bout de laquelle ils se mettent d'accord sur un programme. Le fascisme, bien qu'adoptant certaines idées proches des nationalistes de droite, est porté sur les fonts baptismaux par un homme qui est loin d’avoir rompu tous les liens qui le rattachent avec la gauche radicale et il compte de fait parmi ses premiers militants une majorité d’anciens socialistes, de syndicalistes révolutionnaires, de républicains radicaux. Le nationalisme populaire du premier fascisme tranche nettement avec l’aristocratisme, l'expansionnisme, la méfiance à l'égard du peuple des nationalistes d'Enrico Corradini.
Mussolini rend public le programme, adouci et retouché par lui, qui mêle adroitement aspirations nationales et revendications sociales. Le « programme de San Sepolcro » (du nom de la place où il est proclamé), qui lance les bases du fascisme, est publié Le 6 juin 1919 dans Il Popolo d'Italia .

## Le programme de Piazza San Sepolcro
Le « Programme des faisceaux italiens de combat » ([(it) texte en italien ainsi qu'une affiche]) à la rédaction duquel a participé Alceste De Ambris présente un mélange de réformes politiques et sociales de type progressistes et de revendications nationalistes. Les propositions progressistes n'ont été que très peu réalisées pendant la période du régime fasciste, à la suite du compromis réalisé avec les élites italiennes. Certaines furent reprises, essentiellement dans un but de propagande, par le Parti fasciste républicain de la République sociale italienne, notamment au travers du Manifeste des Faisceaux italiens de combat.

## Échec du rassemblement de la gauche interventionniste en 1919
À ses débuts, le mouvement fasciste n'est pas encore un parti : il se déclare même anti-parti, conçu avec le désir d'actions plus qu'un objectif de changement radical des institutions du pays. Les faisceaux réunissent au début nationalistes, se constituant autour des associations d'anciens combattants (les arditi), et syndicalistes révolutionnaires. Des faisceaux se constituent à Naples, à Bologne autour de Dino Grandi, à Florence avec Italo Balbo et Amerigo Dumini (futur assassin de Giacomo Matteotti) . 
Au printemps 1919, lors de mouvements sociaux « contre la vie chère », Il Popolo d'Italia appelle à s'en prendre aux personnes et pas seulement aux biens. Il appuie alors les grèves, dont celle de la Fiat contre le changement d'heure (forme d'interventionnisme étatique), ainsi que les occupations d'usines de l'été 1920. Mussolini promet de soutenir la FIOM de Bruno Buozzi. Au même moment, tout en soutenant dans Il Popolo d'Italia les masses, les fascistes s'attaquent à leurs rivaux socialistes, dont ils contestent l'hégémonie auprès des masses. Lors d'une grève générale lancée à Milan par le PSI et la CGIL, en avril 1919, ils incendient le siège de l' Avanti!: c'est « la bataille de la via dei mercanti », « première grande date historique du fascisme ». 
Malgré cette agitation révolutionnaire, au Congrès de Florence d'octobre 1919, il n'y a encore que 56 faisceaux, groupant 17 000 militants. Le futuriste Marinetti réclame alors l'expulsion du pape et la « dévaticanisation » de l'Italie .
Début 1919, Mussolini entre en pourparlers dans le but de constituer un bloc des partis et groupes se réclamant de l’interventionnisme de gauche : parti républicain, union socialiste italienne, syndicalistes révolutionnaires de l’UIL, futuristes. Ils ont été à plusieurs reprises sur le point d’aboutir, notamment en juin et juillet 1919, lors de l’agitation contre la vie chère et l’on a même ébauché un programme commun minimal portant sur la révision constitutionnelle dans un sens républicain. Cependant, la constitution d'un bloc de gauche interventionniste échoue à cause de l'opposition de la direction du parti républicain qui jugerait excessif le programme social des faisceaux d'une part, à cause de l'opposition des éléments les plus radicaux du futurisme et du fascisme hostile à la collaboration avec les vieux partis parlementaristes d'autre part.
En novembre 1919, Mussolini présente une liste fasciste aux élections, à Milan, qui rassemble Marinetti, le chef d'orchestre Toscanini, ainsi que des anticléricaux et des arditi. La liste fasciste n'obtient que 4 795 voix, contre 170 000 pour le PSI et 74 000 pour le Parti populaire (catholique) de Luigi Sturzo. Tandis que les socialistes fêtent leur victoire, des arditi lancent deux bombes sur le cortège, le 17 novembre 1919, faisant neuf blessés. Mussolini est arrêté à la suite d'une perquisition au siège d'Il Popolo, mais libéré au bout de 48 heures sur l'intervention du sénateur Albertini, directeur du Corriere della Sera. En décembre 1919, lors de l'ouverture de la session du Parlement, les fascistes s'affrontent encore dans la rue, à Rome, avec les socialistes.
Mais le fascisme demeure un groupe d'agitateurs armés, sans soutien populaire, jusqu'à la fin de l'été 1920. En juillet 1920, il n'y a toujours que 108 faisceaux et 30 000 membres : Mussolini échoue encore à attirer les masses, malgré un discours démagogique.

## L'alliance avec la droite en 1920
Devant ces échecs, Mussolini pense même à émigrer aux États-Unis. Mais l'agitation nationaliste, autour de l'occupation de Fiume par Gabriele D'Annunzio, lui permet de surenchérir, encourageant les arditi de D'Annunzio à faire la « marche sur Rome », tout en dissuadant, en privé, son rival D'Annunzio de l'initier. 
L’année 1920 est celle du virage à droite : les premiers faisceaux ont puisé dans l’interventionnisme de gauche mais ceux qui se développent à partir de 1920 voient affluer dans leurs rangs une clientèle se rattachant à la petite et moyenne bourgeoisie. Le mouvement des faisceaux subit alors une mutation ; selon Pierre Milza, ce qui est nouveau et caractéristique de la fin du positionnement de gauche et de la nouvelle orientation droitière, ce n’est pas le refus du marxisme, le principe de la collaboration de classe, la désignation des socialistes comme ennemis principaux, mais c’est l’acceptation d’une alliance avec la droite dans le but de briser le processus révolutionnaire. Pour Mussolini et les siens, le processus révolutionnaire ne pourrait faire que le jeu de l’étranger et à ce titre il doit être écrasé, quitte à une alliance avec la droite. La course aux subsides et la fréquentation de la bourgeoisie jouent un rôle déterminant dans cette évolution, au même titre que les essais d'alliance manqués avec la gauche.
Le mouvement ouvrier insurrectionnel de l'été 1920 conduit à des d'affrontements violents entre communistes et fascistes, ces derniers étant soutenus par les classes possédantes pour briser l'élan révolutionnaire. Les « chemises noires » harcèlent également syndicalistes et socialistes. Ils mènent dans les campagnes des « expéditions punitives », forcent leurs adversaires à boire de l'huile de ricin, un puissant purgatif, et commettent des assassinats qui demeurent impunis, bénéficiant généralement de la complaisance des autorités.

## La mise sous tutelle du squadrisme et la création du parti fasciste en 1921
L'alliance avec la droite sera financièrement puis électoralement payante avec les élections de mai 1921 qui donnèrent 35 sièges aux fascistes alors qu'ils ne s'étaient présentés que dans 75 circonscriptions ; elle permettra le développement, puis la mise sous tutelle du mouvement squadriste dynamisé avec la création du Parti national fasciste le 7 novembre 1921 lors du troisième congrès des faisceaux de combat à Rome ; Michele Bianchi sera le premier secrétaire.

« Il sera créé l'anti-parti, naitront les Faisceaux de combat qui feront front à deux dangers ; celui misonéiste de droite et celui destructif de gauche »

— Il Popolo d'Italia du 9 mars 1919.
La création du parti fasciste résulte également de la nécessité pour Mussolini de mettre sous contrôle le squadrisme qui risquait de lui échapper. Né dans la foulée des faisceaux italiens de combat mais indépendamment dans l'organisation de ces derniers, le mouvement squadriste correspond à la formation de groupements plus ou moins spontanés de militants qui au travers de l'usage de la violence, réagissaient aux actions des mouvements de gauche. Ces mouvements étaient composés de squadre d'azione (littéralement : « escouades d'action ») d'où le nom de squadrismo, appelé aussi squadracce, qui constituaient le bras armé du mouvement fasciste, agissant en dehors de toute légalité. Le mouvement squadriste naquit au début de l'été 1920, timidement d'abord puis avec une intensité croissante au fur et à mesure que se développaient les effectifs des faisceaux italiens de combat et que se renforçait l'appui logistique et financier fourni à ces derniers par les possédants et les représentants de l'appareil d'État désireux de réprimer toute tentative de révolution communiste. Le premier squadrisme était tout à la fois nationaliste et anarchiste, dans une tradition qui était celle des faisceaux d'action révolutionnaire et fut un phénomène citadin. Mais apparut également, un squadrisme agraire orienté vers la répression des grèves d'ouvriers agricoles ; les propriétaires recrutèrent des anciens combattants inoccupés, lesquels ne tardèrent pas à rejoindre les faisceaux italiens de combat. Mais tous ces squadristes des petites agglomérations n'étaient pas tous contrôlés par le mouvement mussolinien et se tinrent parfois longtemps à l'écart de celui-ci. Décentralisé, le mouvement s'est rapidement étendu, sans que Mussolini ne le contrôle véritablement, à toute l'Italie, le « fascisme agraire » du nord atteignant les villes et le sud.
Indépendamment de la répression de ses opposants, le squadrisme contribua à la mise en place du régime fasciste à trois niveaux : indirectement par la création du parti fasciste et des syndicats fascistes, directement par la pression mise sur Mussolini pour qu'il mette en place une dictature.
- Lors de la montée du fascisme, et en particulier après les élections de mai 1921, les ras locaux (Farinacci à Crémone, Grandi à Bologne, Balbo à Ferrare, Bottai à Rome, etc.) se sont ouvertement opposés à la tactique parlementaire adoptée par Mussolini, concrétisée par le « pacte de pacification » d'août 1921. Ils contraignirent Mussolini, qui était tenté par le jeu parlementaire, à durcir sa position et jouèrent un rôle dans l'établissement de la dictature.
- Partout où les squadristes détruisaient une bourse du travail ou une organisation syndicale fut mis en place à partir de juin 1921 un syndicat fasciste sous sa houlette d'Italo Balbo et des anciens socialistes Dino Grandi et Edmondo Rossoni ; ce dernier définit le syndicalisme fasciste comme un syndicalisme national, renonçant à la lutte des classes et admettant en son sein des « producteurs » venus de toutes les couches de la société[26]. Ces idées étaient celles qu'avaient défendues Mussolini, mais les squadristes lui imposèrent de les reprendre à son compte car il souhaitait travailler avec la Confédération générale italienne du travail[26].
- Désapprouvant les menées des squadristes qu'ils ne contrôlait pas, Benito Mussolini conçut alors la nécessité de créer un parti discipliné doté d'un programme précis et capable de contrôler le mouvement squadriste[27]. Le parti fut créé en novembre 1921 et Mussolini finit par recentrer sur lui l'attention publique et réduire le pouvoir des squadristes qui étaient en train de prendre la main.

## Le symbolisme
Les locaux du premier siège à Milan sont mis à disposition par l'association lombarde des industriels ; le lieu est caractérisé par les symboles qui deviendront les icônes du fascisme ; le poignard, le fanion des arditi, la tête de mort. Le symbole de l'organisation est le fascio romain et comme ceci beaucoup de symboles font référence à ceux de la Rome antique.
Les premiers adhérents aux faisceaux sont appelés les sansepolcristi, et ils sont reconnaissables à leur écharpe jaune et rouge des couleurs de Rome alors que les squadristi portent un bracelet rouge au poignet et la chemise noire.

#### En français
- Pierre Milza et Serge Berstein, Le fascisme italien, 1919-1945, Le Seuil, 1980.
- Maurice Vaussard, De Pétrarque à Mussolini : Évolution du sentiment nationaliste italien, Paris, Colin, 1961.
- Robert Paris, Histoire du fascisme en Italie, t. 1 : Des origines à la prise du pouvoir, Paris, Maspero, 1962.
- Angelo Tasca, La Naissance du fascisme : l'Italie de 1918 a 1922, Paris, Gallimard, 1938.
- Pierre Milza, Mussolini, Fayard, 2007.

#### Autres
- (it) Renzo De Felice, Mussolini il rivoluzionario, Turin, Einaudi, 1965.
- (it) Eros Francescangeli, Arditi del popolo, Rome, Odradek, 2000.
- (it) Giorgio Rumi, « Mussolini e il “programma” di San Sepolcro », Il movimento di liberazione in Italia,‎ avril-juin 1963, p. 3-26.
- (en) Paul O'Brien, Mussolini in the First World War : The Journalist, the Soldier, the Fascist, Oxford et New York, Berg, 2005.
- (it) Benito Mussolini (sous la direction de Edoardo et Duilio Susmel), Opera Omnia, vol. XII : Dagli armistizi al discorso d piazza San Sepolcro. (13.11.1918-23.3.1919), Florence, La Fenice, 1953, p. 321-323.